# Aeschynomene pygmaea
Aeschynomene pygmaea är en ärtväxtart som beskrevs av John Gilbert Baker. Aeschynomene pygmaea ingår i släktet Aeschynomene och familjen ärtväxter. Inga underarter finns listade i Catalogue of Life.